# مارجوري براون
مارجوري براون (بالإنجليزية: Marjorie Brown)‏ هي سيدة أعمال أمريكية، ولدت في 20 أبريل 1911، وتوفيت في 23 نوفمبر 2000.